# إدوارد ستيوارت
إدوارد ستيوارت (بالإنجليزية: Edward Stewart)‏ هو مخرج فني أمريكي، ولد في 20 يناير 1915، وتوفي في 30 أغسطس 1999.

## وصلات خارجية
- إدوارد ستيوارت على موقع IMDb (الإنجليزية)
- إدوارد ستيوارت على موقع أول موفي (الإنجليزية)
- إدوارد ستيوارت على موقع قاعدة بيانات الفيلم (الإنجليزية)